# 区邦敏
区邦敏（1964年6月—），广东佛山人，汉族，中国共产党党员，中华人民共和国政治人物。

## 生平
1986年7月，华南工学院（现华南理工大学）食品系制糖专业毕业，毕业后历任南海天然保健食品厂技术员、副厂长、厂长、南海县科委业务科副科长、科委副主任、主任。1997年6月，任南海市（区）人民政府副市（区）长。2006年11月，任南海区人民政府区长，2011年9月，任中共禅城区委书记。2014年7月，任佛山市人民政府常务副市长。2014年11月，兼任中共顺德区委书记、顺德职业技术学院党委书记。2015年3月，卸任佛山市人民政府常务副市长。2015年7月，兼任佛山新城（中德工业服务区）党工委书记。2017年9月，任中共佛山市委副书记、中共佛山市委政法委书记。2019年1月，再次兼任佛山中德工业服务区（佛山新城）党工委书记。2019年8月，不再担任佛山市委副书记、市委政法委书记，提前退休。